# Juhan Kukk
Juhan (Johann) Kukk (Käru, 13 aprile 1885 – Oblast' di Arcangelo, 4 dicembre 1942) è stato un politico ed economista estone.
Dal 21 novembre 1922 al 2 agosto 1923 Kukk fu il terzo Anziano Capo di Stato dell'Estonia.

## Biografia
Juhan (Johann) Kukk VR III/1, si diplomò alla Scuola Superiore di Scienze a Tartu, studiò presso il Dipartimento di Commercio del Politecnico di Riga, tra il 1904 e il 1910 ed ebbe una formazione economica aggiuntiva in Germania, conseguendo un diploma di primo grado.

### La carriera
Kukk fu a Capo del Dipartimento Finanziario dell'Assemblea Provinciale Estone, il Maapäev, tra il 1917 e il 1918. Successivamente nel 1918-1919 venne nominato Ministro delle Finanze e del Patrimonio nell'ambito del costituente governo estone e nel 1919-1920 divenne Ministro delle finanze della Repubblica d'Estonia e nel 1920-1921 ricoprì anche la carica di Ministro del Commercio e dell'Industria.
Dal 18 novembre, 1921 al 20 novembre, 1922, Presidente del I Riigikogu e dal 1922-1924 Direttore della Banca d'Estonia. Fu membro del I e II Riigikogu, tra il 1920 e il 1926.
Dal 21 novembre 1922 ad 2 agosto 1923 Kukk fu Anziano Capo di Stato.
Kukk fu un attivo promotore del Movimento Cooperativo estone ed inoltre prestò opera come Presidente del Consiglio dell'Unione delle Cooperative estoni, fu Direttore dell'Unione Centrale dei Consumatori dell'Estonia, e per alcuni periodi anche Presidente di questa stessa Unione. Dal 1920 Kukk divenne anche Presidente della Rahvapank (Banca del Popolo) e tra il 1924 e il 1926 nuovamente Direttore della Banca d'Estonia.

### La prigionia e la morte
Nel 1940 con l'occupazione sovietica della nazione estone, Kukk come la maggior parte dei governanti estoni venne catturato, imprigionato e incriminato dal NKVD. Morì durante la prigionia nel 1942.